# Alysicarpus rugosus
Espèce
Synonymes
- Alysicarpus longifolius "sensu Span.,  non Wight & Arn."[1]
- Alysicarpus rugosus subsp. rugosus[1]
- Alysicarpus violaceus (ensu (Forssk.) "Schindl., p.p."[1]
- Alysicarpus wallichii Wight & Arn.[1]
- Fabricia rugosa (Willd.) Kuntze[1]
- Hedysarum rugosum Willd.[1]

Alysicarpus rugosus est une espèce de plantes à fleurs de la famille des Fabaceae et du genre Alysicarpus, présente dans de nombreux pays d'Afrique tropicale, également au sud-est de l'Asie et au nord de l'Australie. On lui connaît de nombreuses utilisations, alimentaires et médicinales.

## Liste des variétés et sous-espèces
Selon Catalogue of Life (17 juin 2020) :
- Alysicarpus rugosus subsp. perennirufus
- Alysicarpus rugosus subsp. reticulatus
- Alysicarpus rugosus subsp. rugosus

Selon Tropicos (17 juin 2020) (Attention liste brute contenant possiblement des synonymes) :
- Alysicarpus rugosus subsp. perennirufus J. Léonard
- Alysicarpus rugosus subsp. reticulatus Verdc.
- Alysicarpus rugosus subsp. rugosus
- Alysicarpus rugosus var. heyneanus Baker
- Alysicarpus rugosus var. hispidicarpus Fiori
- Alysicarpus rugosus var. longe-exsertus Domin
- Alysicarpus rugosus var. longiexsertus Domin
- Alysicarpus rugosus var. ludens Baker
- Alysicarpus rugosus var. minor Prain
- Alysicarpus rugosus var. pilifer Prain
- Alysicarpus rugosus var. quartianus Baker
- Alysicarpus rugosus var. rugosus
- Alysicarpus rugosus var. styracifolius Baker